# Neonirvana fuscifrons
Neonirvana fuscifrons är en insektsart som beskrevs av Dietrich 2004. Neonirvana fuscifrons ingår i släktet Neonirvana och familjen dvärgstritar. Inga underarter finns listade i Catalogue of Life.